# Colin Campbell (geologo)
Colin Campbell (Berlino, 24 luglio 1931 – Ballydehob, 13 novembre 2022) è stato un geologo britannico, petroliere, fondatore dell'ASPO, assurto alla notorietà internazionale per i suoi studi intorno all'esaurimento delle fonti petrolifere.

## Biografia
Campbell ha un'esperienza di circa 40 anni vissuta ai più alti livelli nell'industria petrolchimica, sia come manager che come consulente. Divenne dottore in geologia (Ph.D.) all'Università di Oxford nel 1957. Ha lavorato per l'università di Oxford, Texaco, British Petroleum, Amoco, Shenandoah Oil, Norsk Hydro, e Fina, oltre che per i governi bulgaro e svedese. È autore di diversi libri e di oltre 150 pubblicazioni scientifiche. Più recentemente è stato tra i fondatori dell'ASPO (Association for the Study of Peak Oil and Gas, l'associazione per lo studio del picco di petrolio), che promuove in tutto il mondo gli studi intorno al picco petrolifero mondiale ed è tra gli amministratori dell'ODAC (Oil Depletion Analysis Center) di Londra. Continua a condurre ricerche e conferenze in tutto il mondo riguardo al tema del picco di Hubbert e dell'esaurimento delle risorse petrolifere.

## Gli studi intorno alle riserve di petrolio
Colin Campbell, geologo petrolchimico, è diventato famoso in tutto il mondo per i suoi studi (condotti insieme a Jean Laherrère) volti ad estendere le teorie di Marion King Hubbert riguardanti l'esaurimento delle fonti fossili (vedi anche: picco di Hubbert), alla situazione mondiale attuale delle conoscenze del mercato petrolifero mondiale. Hubbert riuscì, con la sua famosa teoria, a predire già nel 1956 che gli USA avrebbero raggiunto il proprio picco di produzione petrolifera all'incirca nel 1970, cosa che gli dette una grande notorietà in particolare in seguito alle crisi energetiche del 1973 e del 1979. Tuttavia le crisi degli anni settanta furono superate grazie all'esplorazione e la scoperta di nuovi ed estesi giacimenti, così che per diverso tempo le teorie di Hubbert vennero considerate superate.
Campbell e Laherrère ripresero negli anni novanta le sue teorie. Nel 1997 Campbell dopo essere andato in pensione pubblicò il suo primo libro intitolato "The coming oil crisis"  in cui compariva il suo primo calcolo del picco del petrolio, previsto per l'anno 2006. Occorre tenere presente che tali previsioni sono sempre  affette da incertezza ed è più corretto parlare di forchetta temporale per il picco del petrolio, quindi a una data probabile viene collegato l'intervallo di incertezza. Al libro seguì un articolo apparso nel 1998 su Scientific American (tradotto in italiano da Le Scienze con il titolo "La fine del petrolio a buon mercato") e che viene oggi considerato come una pietra miliare degli studi petroliferi.
L'articolo faceva un sunto del libro, con una panoramica delle riserve petrolifere mondiali e del tasso di scoperte di nuovi giacimenti (giunto ad un massimo già intorno al 1960), giungendo fino alla previsione di un picco di produzione mondiale di petrolio stimabile intorno al 2006. L'articolo arrivava proprio nel mezzo dell'"euforia" collegata alla "bolla" della New Economy; di conseguenza non venne immediatamente recepito dal mondo scientifico. In seguito, la fine della new economy e l'innalzamento dei prezzi del petrolio generò nuovo interesse intorno alle teorie di Hubbert, Campbell e Laherrère, portando a tutto un "fiorire" di studi scientifici e teorie economiche intorno alla questione del "picco di petrolio".
Le conseguenze del raggiungimento del "picco petrolifero" sono al momento incerte e oggetto di dibattito all'interno di diverse teorie economiche, ma risultano in ogni caso importantissime, a causa della fortissima dipendenza dell'economia mondiale dall'approvvigionamento delle risorse petrolifere. Le ultime previsioni  di Colin Campbell (al 2007) per quanto riguarda la data del picco, sono il 2007 per il petrolio convenzionale e il 2011 per tutti i petroli.

### Il dibattito in corso
È un dato di fatto che le scoperte di nuovi giacimenti hanno raggiunto un picco già negli anni sessanta e fin dagli anni ottanta non viene più effettuata alcuna scoperta dei cosiddetti "giacimenti giganti". Diverse aree del mondo hanno già raggiunto il loro picco di produzione (Stati Uniti, Mare del Nord ed altre), mentre il consumo di fonti petrolifere è in continua crescita, in particolare in paesi con forti tassi di crescita quali India e Cina.
Inoltre, secondo Campbell:
- non c'è possibilità di scoperta in futuro di nuovi "giacimenti giganti" in grado di invertire questa tendenza;
- le quantità di riserve petrolifere riportate da molti paesi OPEC sono state artificialmente "sopravvalutate" dagli stessi Paesi, al fine di poter incrementare le proprie quote di produzione o per ottenere migliori condizioni di credito dalla Banca Mondiale;[6]
- la pratica di aggiungere le nuove scoperte alla lista delle riserve "provate" di ogni paese ha avuto l'effetto di far crescere ulteriormente in maniera "artificiale" queste riserve;
- anche le compagnie petrolifere tendono a "sopravvalutare" le proprie riserve, per tenere alto il valore delle proprie azioni.[7]

Campbell prevedeva che il picco di produzione petrolifera mondiale avrebbe potuto causare una crisi economica globale molto difficilmente risolvibile.
Recentemente:
- l'Agenzia Internazionale dell'Energia (AIE), o International Energy Agency (IEA), ha pubblicato un rapporto[8] nel quale afferma che le riserve globali di petrolio sono superiori alle proiezioni della produzione complessiva per il periodo 2006-2030, ma ulteriori riserve dovranno passare da possibili o probabili a provate per evitare un picco di produzione prima della fine di tale periodo; i progressi sono ostacolati da un livello inadeguato di investimenti, soprattutto nel Medio Oriente, dall'instabilità dello stesso Medio Oriente e dei paesi dell'ex-Unione Sovietica, in particolare di quelli attraversati da importanti oleodotti, dall'impatto sull'ambiente del consumo di petrolio;
- l'8 agosto 2006 la CERA (Cambridge Energy Research Associates, società del gruppo IHS, tra i principali consulenti mondiali in materia di energia) ha pubblicato un rapporto[9] nel quale sostiene che non è imminente alcun picco di produzione, che la capacità produttiva sta crescendo sia nei paesi OPEC che in quelli non OPEC, che si può contare su un'ulteriore forte crescita potenziale della capacità produttiva;
- il 10 agosto 2006 Kjell Aleklett, attuale presidente di ASPO, ha replicato con una nota[10] nella quale osserva che anche il CERA riconosce che la produzione degli attuali giacimenti sta diminuendo al ritmo del 5% all'anno e che le sue previsioni si basano sull'ipotesi del pieno successo di 360 progetti che dovrebbero essere avviati entro il 2010.

Ovviamente il dibattito è tuttora in corso e coinvolge anche tutte le politiche energetiche, dall'incremento dell'efficienza energetica fino all'utilizzo di fonti alternative come il solare o il nucleare

#### Critici
- Tra i critici di Colin J. Campbell vi è senz'altro l'economista Lynch Michael del MIT che in un ampio scritto dedicato a Campbell[11] critica le affermazioni del geologo. Riguardo a questo scritto vi è una critica da parte di Ugo Bardi Presidente di ASPO Italia che ne contesta la correttezza[12].
- Molti economisti sono in generale critici nei confronti delle teorie del picco del petrolio portati avanti dall'ASPO e dal suo Presidente per il semplice motivo che ritengono il bene energia come lo è il petrolio come sostituibile da un bene non energetico ma che la tecnologia eleva alla classe di bene energetico in caso di crisi mondiale dell'energia. In pratica si spera che in caso di crisi e di prezzi elevati del greggio arrivi la scoperta del secolo o più scoperte o un generale affinamento della tecnologia che riesca a sostituire il bene petrolio e ne faccia calare il prezzo. Per questo motivo gli economisti come Lynch, Carlo Stagnaro dell'Istituto Bruno Leoni e molti altri avversano le teorie probabilistiche del peak oil in quanto da essa si deducono prezzi del petrolio crescenti fintantoché il greggio rimane una risorsa energetica indispensabile alla nostra economia.

## Opere principali
- The coming oil crisis (in italiano: La crisi del petrolio imminente) del 1997.
- The end of cheap oil di Colin J. Campbell e Jean H. Laherrère, apparso su Scientific American nel marzo 1998, tradotto in italiano da Le Scienze (La fine del petrolio a buon mercato).